# Конституция Приднестровской Молдавской Республики

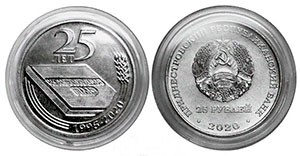
Юбилейная монета Приднестровья номиналом 25 рублей, приуроченная к 25-летию Конституции ПМР, 2020

Конституция Приднестровской Молдавской Республики — основной закон непризнанной Приднестровской Молдавской Республики. Имеет высшую юридическую силу и прямое действие на территории республики.

## История Конституции

### Конституция (Основной Закон) Приднестровской Молдавской ССР 1991 года
Первая Конституция Приднестровья была принята 2 сентября 1991 года на IV съезде Советов депутатов всех уровней. По ней республика провозглашалась суверенным и независимым государством в составе СССР (Приднестровская Молдавская ССР). В ней воспроизводилась советская система органов государственной власти.

### Конституция ПМР 1995 года
Новая Конституция ПМР была принята на референдуме 24 декабря 1995 года, за неё проголосовало 82 % избирателей. 24 декабря считается Днём Конституции ПМР.
В соответствии с новой Конституцией в ПМР устанавливалась парламентско-президентская республика. Президент представлял на утверждение Верховному Совету структуру Правительства ПМР, по согласованию с Верховным Советом формировал Правительство, вносил изменения в его состав, освобождал от должности членов Правительства Приднестровской Молдавской Республики.
Президент являлся главой государства, руководил системой органов государственного управления, руководил внешней политикой государства, являлся Главнокомандующим Вооруженных Сил, принимал меры по обеспечению общественного порядка, безопасности граждан и государственного строя ПМР.
Президент ПМР избирался сроком на 5 лет. Одно и то же лицо не имело права занимать должность Президента более двух сроков подряд. Выборы Президента проводились по мажоритарной системе абсолютного большинства (победитель должен был получить более 50 % голосов пришедших на выборы, при условии, что в выборах приняло участие более половины избирателей).
Парламент — Верховный Совет — был двухпалатным, и состоял из Палаты Законодателей и Палаты Представителей. В его состав входило 67 депутатов.
Судебная власть состояла из двух ветвей — судов общей юрисдикции, и Арбитражного суда. Система судов общей юрисдикции была двухзвенной, и состояла из Верховного суда и судов районов и городов.
В Конституции предусматривалась исключительная государственная собственность на землю.
В 2000 году по инициативе Президента Игоря Смирнова была начата масштабная работа по созданию новой редакции Конституции. В частности, было предложено сделать Приднестровье президентской республикой, сократить число депутатов парламента до 43, а сам Верховный Совет сделать однопалатным. Также предусматривалось введение поста Вице-президента и создание Конституционного суда ПМР.
Существует мнение, что одной из основных целей создания новой редакции Конституции было позволить действующему Президенту Игорю Смирнову избираться на должность Президента неограниченное количество раз. В новой редакции отсутствовало положение о том, что одно и то же лицо не может занимать должность Президента более двух сроков подряд. Второй срок президента Смирнова истекал в 2001 году.
Соответствующие поправки были внесены в Конституцию Верховным Советом 30 июня 2000 Конституционным Законом № 310-КЗИД.
6 апреля 2003 года прошёл конституционный референдум по вопросу о введении частной собственности на землю, который был признан несостоявшимся, так как в нём приняло участие менее 50 % избирателей.

### Конституционный кризис 2009 года
15 апреля 2009 года Верховный совет ПМР принял в I чтении проект Конституционного Закона «О внесении изменений и дополнений в Конституцию ПМР», также известный, как «Инициатива 17-ти». Законопроект в частности предполагал ликвидацию поста Вице-президента и создание Правительства — органа исполнительной власти, формируемого Президентом. Законопроект был принят вопреки негативному отзыву Президента и его просьбе законопроект отклонить.
После этого общественные объединения, контролируемые Президентом Игорем Смирновым, начали кампанию по дискредитации Верховного Совета вообще, и принятых им конституционных поправок в частности. Результатом этой кампании стал отзыв 27 мая 2009 года законопроекта его инициаторами.
В качестве ответной меры на попытки депутатов внести изменения в Конституцию, Президент Игорь Смирнов создал Комиссию по развитию и совершенствованию Конституции ПМР, чья задача была создать новую редакцию Конституции. Подавляющее большинство членов Комиссии представляли исполнительную власть. Все предложения, поступавшие от депутатов, Комиссией отклонялись, в результате чего депутаты бойкотировали заседания Комиссии.
В знак протеста против президентского проекта, 8 июля 2009 года Председатель Верховного Совета Евгений Шевчук ушёл в отставку, назвав предлагаемый Президентом конституционный строй «султанатом», и обвинив президента и его окружение в коррупции и кумовстве.

«Сегодня ПМР как ржавчина разъедают коррупция, семейственность, кумовство. Стало традицией, когда аргументы профессионалов второстепенны. Основным принципом построения системы управления становится принцип личной преданности личности, а не преданности вверенному делу. А главное — Приднестровье от так называемой „самодостаточности“ скатывается к обширной бедности, которая является основной угрозой как для каждого гражданина Приднестровской Молдавской Республики, так и для государства[…]
Расчет на то, что юридические тонкости для многих граждан неуловимы и эту Конституцию удастся „верно“ провести? А как называется предлагаемый строй — монархия? Султанат? Этот вариант и эти подходы, по моему мнению, неприемлемы[…]

В угоду нескольким лицам после 2000 года опять навязывается радикальное перекраивание Конституции. И, по-моему, реальная цель этого проекта Конституции — борьба за власть и за сохранение группы лиц у власти и у бюджетной кормушки». — Евгений Шевчук
Окончательный вариант новой редакции Конституции был подготовлен президентской Комиссией к октябрю 2009 года. В соответствии с ним Верховный Совет заменялся двухпалатным Государственным Собранием ПМР; верхняя палата парламента фактически назначалась Президентом; исполнительную власть осуществляло Правительство, формируемое Президентом; Президент получал право распускать нижнюю палату, не согласную с кандидатурой Председателя Правительства; ликвидировалась система местного самоуправления, Президент получал право назначать глав местных администраций; судьи Верховного, Арбитражного и Конституционного судов назначались верхней палатой парламента по предложению Президента; ограничивались гарантии некоторых прав граждан, в частности гарантии права собственности; после принятия законопроекта все высшие органы государственной власти (кроме Президента) должны были сложить свои полномочия.
18 ноября 2009 года депутаты единогласно отклонили предложенный Президентом законопроект, и решили создать на паритетной основе, с участием представителей законодательной, исполнительной и судебной ветвей власти Комиссию, которая бы подготовила согласованный проект Конституции ПМР. Во время заседания Верховного Совета в адрес Президента Смирнова звучала жесткая критика. В частности, экс-председатели Верховного Совета Евгений Шевчук и Григорий Маракуца обвинили президента в узурпации власти, неадекватности и предложили Игорю Смирнову добровольно уйти в отставку.
Новая Конституционная комиссия начала свою работу 25 февраля 2010 года. В её состав вошли по три представителя от каждой ветви власти. Исполнительную власть представляют министр юстиции Сергей Степанов, Лия Пионтковская и Александр Караман, законодательную — депутаты Галина Антюфеева и Владимир Боднар, а также сотрудник аппарата парламента Екатерина Павлова, судебную — заместитель председателя Конституционного суда Василий Гарага, первый заместитель председателя Верховного суда Наталья Демкина и первый заместитель председателя Арбитражного суда Тамара Герун. 9 марта 2011 года (по местному времени — 10 марта) проект поправок к Конституции был опубликован на сайте Верховного Совета. В мае поправки были приняты во втором чтении. По состоянию на июнь 2011 года, комиссия продолжала работу.
29 июня 2011 года Верховный Совет принял проект поправок в окончательном чтении

## Действующая редакция Конституции
Конституция состоит из преамбулы, 5 разделов, 106 статей основной части и 7 статей переходных норм и положений. Включает разделы и главы:
Раздел I. Основы конституционного строя
Раздел II. Права, свободы, обязанности и гарантии человека и гражданина
Раздел III. Основы государственного управления
Глава 1. Развитие основ конституционного строя
Глава 2. Президент Приднестровской Молдавской Республики (до поправок 2011 года — «Верховный Совет Приднестровской Молдавской Республики»)
Глава 3. Верховный Совет Приднестровской Молдавской Республики (до поправок 2011 года — «Президент Приднестровской Молдавской Республики. Исполнительная власть»)
Глава 3-1. Правительство Приднестровской Молдавской Республики (глава введена поправками 2011 года)
Глава 4. Местное государственное управление и местное самоуправление
Глава 5. Судебная власть
Глава 6. Надзор за точным и единообразным исполнением Конституции и законов Приднестровской Молдавской Республики (до поправок 2011 года — «Прокуратура»)
Глава 7. Оборона, безопасность и правоохранительная деятельность
Глава 8. Финансовая и бюджетная система
Раздел IV. Изменение Конституции
Раздел V. Переходные нормы и положения

### Основы конституционного строя
Основы конституционного строя ПМР — это основополагающие, базовые принципы, на которых строится приднестровская государственность, и в соответствии с которыми необходимо толковать и понимать все иные нормы Конституции. Никакие другие положения Конституции не могут противоречить основам конституционного строя. Таких основ 15.
1. Приоритет прав и свобод человека по отношению ко всем иным ценностям (статья 16). Человек и его права провозглашаются высшей ценностью общества и государства. Если защита прав человека вступает в конфликт с любыми другими конституционными ценностями, то приоритет должен быть отдан правам человека.
Права человека провозглашаются «естественными и неотчуждаемыми». Это значит, что они существуют вне зависимости от того, закреплены они в данной конституции или нет, а также, что государство не вправе отчуждать или чрезмерно ограничивать эти права. Даже сами граждане не могут отказаться от этих прав.
2. Суверенитет (статья 1). Приднестровье — это независимое государство, которое самостоятельно осуществляет власть на подконтрольной ему территории, принимает законы, исполняет их и обеспечивает их защиту правосудием.
3. Демократия (статья 1). Власть в Приднестровье должна осуществляется с учетом воли большинства граждан при защите прав меньшинства. В Приднестровье должны регулярно проводиться свободные выборы во все высшие органы государственной власти. По основным вопросам общественно-политической жизни могут проводиться общегосударственные либо местные референдумы.
4. Народовластие (статья 1). Данный принцип имеет декларативный характер. Его задача — легитимировать действующую власть. Из этого принципа не вытекает никаких субъективных прав и юридических обязанностей. Положение о том, что «никто не может присваивать власть[…] Захват власти или присвоение властных полномочий является тягчайшим преступлением против народа» действует только в том случае, если попытка захвата власти потерпела поражение.
5. Высшая юридическая сила и прямое действие Конституции (статья 2). Конституция обязательна для применения на всей территории Приднестровья. Никакой другой документ не может ей противоречить. Для применения Конституции не требуется никаких дополнительных, уточняющих законов. Все её нормы действуют прямо и непосредственно.
6. Равное для всех гражданство (статья 3). Все граждане Приднестровья обладают равными правами и несут равные обязанности. Граждане ПМР могут иметь множественное гражданство. Никто не может быть лишен гражданства ПМР.
7. Равная защита всех форм собственности (статья 4). В Приднестровье существуют частная, государственная и муниципальная формы собственности. Все они в равной степени защищаются государством. При возникновении коллизии между собственниками, никто не может иметь преимущества лишь на том основании, что одна форма собственности «важнее» другой.
8. Исключительная государственная собственность на землю и недра (статья 5). Собственником земли, недр и полезных ископаемых может быть только государство. Граждане могут пользоваться ими лишь на праве аренды.
9. Разделение властей (статья 6). Власть в Приднестровье разделена на законодательную, исполнительную, судебную. Исполнительную власть осуществляют Президент и подконтрольные ему министерства и ведомства; законодательную власть — Верховный Совет; судебную власть — суды. Все три ветви являются равновеликими. Ни одна из ветвей не имеет приоритета.
Полномочия между органами государственной власти должны распределяться так, чтобы ни один из органов не обладал слишком большим объёмом полномочий, и не мог бы узурпировать власть, уничтожив при этом и разделение властей, и свободу как таковую.
10. Местное самоуправление (статья 7). Органами местного самоуправления являются Советы народных депутатов и органы территориального общественного самоуправления, которые решают вопросы местного значения, исходя из интересов населения. Для этого они должны обладать соответствующими полномочиями и доходами.
Однако Глава 4 Конституции противоречит статье 7 и данному принципу. В соответствии с Главой 4, Советы народных депутатов и местные администрации являются органами государственного управления, не обладают необходимыми им полномочиями и финансовыми средствами, а главы госадминистраций городов и районов не выбираются населением, а назначаются Президентом.
11. Политический плюрализм (статья 8). Никакая идеология не является государственной либо обязательной. Партии, общественные объединения и граждане вправе исповедовать и распространять любую идеологию, за исключением разжигающих национальную, социальную либо расовую рознь, ненависть или вражду.
12. Светское государство (статья 9). Никакая религия не может быть государственной либо обязательной. Государство отделено от церкви и не вмешивается в вопросы религии. Все религиозные объединения обладают равными правами.
13. Распространение норм международного права на ПМР (статья 10). Несмотря на то, что Приднестровье является непризнанным государством, оно добровольно, самостоятельно обязуется исполнять основополагающие нормы и принципы международного права. Международные акты, в которых эти нормы закреплены, рассматриваются Приднестровьем, как часть правовой системы страны. При этом эти акты имеют приоритет по отношению к внутреннему законодательству.
14. Создание Вооруженных Сил (статья 11). Вооруженные Силы рассматриваются как гарант независимости Приднестровья. Порядок их создания и деятельности определяется законом.
15. Равный статус молдавского, русского и украинского языков (статья 12). Формально три языка обладают равным статусом, используются в делопроизводстве, на них ведутся судебные заседания. Однако на практике это положение является декларативным. Весь документооборот ведется на русском языке. На украинском и молдавском языках издаются отдельные документы и ведется несколько передач на ТВ ПМР. При этом даже эти документы и передачи на украинском и молдавском практически невостребованы.

### Права, свободы и обязанности человека и гражданина
Название второго раздела «Права, свободы, обязанности и гарантии человека и гражданина» сформулировано некорректно с точки зрения русского языка. Не существует «гарантий человека и гражданина». Вероятно, законодатель хотел сказать «Права, свободы, обязанности человека и гражданина и их гарантии», однако не сумел сформулировать свою мысль надлежащим образом. Исправить эту ошибку крайне сложно, поскольку Раздел II может быть изменен только на референдуме. При этом в статье 102 Конституции содержится ссылка на Раздел II, и там он назван «Права, свободы и обязанности человека и гражданина».
В данном разделе закрепляются основные права человека, такие как право на жизнь, на свободу и личную неприкосновенность, на защиту человеческого достоинства, на судебную защиту, на неприкосновенность жилища, на тайну личной жизни и переписки, на свободу выражения убеждений, на свободу совести, на свободу собраний и митингов, на свободу объединений и труда, право на социальное обеспечение и медицинское обслуживание, на образование, на свободу творчества. Конституция также гарантирует принцип равенства, свободу СМИ, неприкосновенность собственности.
Перечень прав человека, закрепленный в данном разделе, является неполным. В частности, отсутствует большинство прав, касающихся судебной защиты граждан и справедливого судебного разбирательства, таких как право на справедливое и публичное судебное разбирательство дела в разумный срок независимым и беспристрастным судом, право «на своего судью», право на квалифицированную юридическую помощь, запрет на повторное осуждение, право на пересмотр приговора вышестоящим судом, отсутствие обратной силы законов, отягчающих ответственность.
Конституция допускает возможность законом ограничить такие права, как право на свободу и личную неприкосновенность, право на неприкосновенность жилища.
Некоторые положения раздела прямо противоречат друг другу. Например, часть 1 статьи 17 говорит о том, что «все имеют одинаковые права и свободы и равны перед законом». А часть 2 той же статьи разрешает законом устанавливать «преимущества и привилегии».
Раздел второй содержит перечень обязанностей человека и гражданина, таких как обязанность нести воинскую службу, соблюдать Конституцию и законы, уважать права, свободы, честь и достоинство других людей, бережно относиться к окружающей природе, оберегать культурное и духовное наследие народа ПМР, платить налоги и местные сборы, установленные законом.

### Развитие основ конституционного строя
Глава «Развитие основ конституционного строя» восполняет некоторые пробелы, имеющиеся в предыдущих двух разделах, а также описывает те принципы, на основе которых проводилась конституционная реформа 2000 года.
В главе закрепляются права граждан на компенсацию причиненного государством ущерба, устанавливается обязанность органов государственной власти и местного самоуправления уважать и защищать права человека, а также устанавливается обязанность опубликовывать все нормативно-правовые акты, затрагивающие права человека.
В статье 54 устанавливается перечень прав человека, которые могут быть временно ограничены при введении военного или чрезвычайного положения. Также вводится понятие «чрезвычайное экономическое положение», более нигде не встречающееся. Смысл и правовое содержание данного института являются неопределенными.
Приднестровская Молдавская Республика объявляется президентской республикой со строгим разделением властей — органы исполнительной власти не могут издавать акты, имеющие силу закона; органы законодательной власти не вправе управлять органами исполнительной и судебной власти; парламент не вправе выражать вотум недоверия Кабинету министров, либо отправлять в отставку министров, а Президент не вправе распускать Верховный Совет. При этом все высшие органы государственной власти наделяются контрольными полномочиями.
В главе содержится открытый перечень основных функций государственной власти, которые выполняет Приднестровская Молдавская Республика. Также содержится требование к Верховному Совету перед ратификацией международного договора, противоречащего внутреннему законодательству, внести изменения в законодательство, чтобы устранить противоречия. Также дозволяется делегирование государственных полномочий различным наднациональным органам, но лишь в том случае, если это не нарушает права человека и основы конституционного строя, а также не означает отказа от суверенитета.

### Верховный Совет
Верховный Совет является однопалатным парламентом Приднестровской Молдавской Республики. В его состав входит 33 депутата, избирающихся по одномандатным округам простым большинством голосов избирателей. Срок полномочий депутатов — 5 лет. Парламент правомочен принимать решения, если в его состав избрано не менее 2/3 депутатов.
Вопросы внутреннего распорядка решаются Верховным Советом самостоятельно. Верховный Совет принимает регламент, в котором эти вопросы регулируются.
Верховный Совет обладает законодательными и контрольными полномочиями. Поскольку он является единственным законодательным органом, то в рамках своих законодательных полномочий Верховный Совет вправе принимать законы по всем вопросам, требующим единообразного регулирования на территории Приднестровья.
К компетенции Верховного Совета также относятся утверждение указов Президента о введении военного, чрезвычайного положения; решение вопросов войны и мира; объявление амнистии; утверждение концепций внутренней и внешней политики, национальной безопасности государства и его военной доктрины; проведение республиканского референдума; назначение на должность и освобождении от должности Председателей Конституционного, Верховного и Арбитражного судов по представлению Президента; назначение на должность и освобождении от должности двух судей Конституционного суда; назначение на должность и освобождение от должности по представлению Президента Прокурора ПМР, Председателя центрального банка; назначение на должность и освобождение от должности Уполномоченного по правам человека; толкование законов, правовых актов, не имеющих законодательного характера, принимаемых Верховным Советом.
При реализации своих контрольных полномочий Верховный Совет вправе отменить акты местных Советов народных депутатов в случаях их несоответствия Конституции и законам; предложить выборным органам и должностным лицам местного самоуправления привести их правовые акты в соответствие с действующим законодательством; распустить местные Советы народных депутатов и назначить новые выборы; отрешить от должности лиц, занимающих высшие государственные должности, членов Правительства; внести представление Президенту в отношении любого должностного лица органа государственной власти о ненадлежащем исполнении либо о неисполнении им своих обязанностей.
Верховный Совет принимает законы и конституционные законы. Обычные законы принимаются в трех чтениях простым большинством голосов от общего числа депутатов. Принятые законы направляются Президенту для подписания и обнародования в течение 14 дней. Если Президент отклоняет закон либо его отдельные статьи, то Верховный Совет вправе принять его в прежней редакции большинством не менее 2/3 голосов от общего числа депутатов.
Конституционные законы принимаются Верховным Советом большинством в 2/3 голосов, и Президент обязан подписать принятый конституционный закон.
Президент может ввести режим законодательной необходимости, при котором Верховный Совет обязан приостановить рассмотрение всех иных законопроектов, и рассмотреть внесенный президентом в согласованные с главой государства сроки.
Верховный Совет не может быть распущен в течение года после его избрания. Верховный Совет не может быть распущен с момента выдвижения обвинения против Президента Приднестровской Молдавской Республики до принятия соответствующего решения Верховным Советом.
Верховный Совет не может быть распущен в период действия на территории Приднестровской Молдавской Республики военного или чрезвычайного положения, а также в течение шести месяцев до окончания срока полномочий Президента Приднестровской Молдавской Республики.
Верховный Совет вправе отстранить от должности высших должностных лиц страны 2/3 голосов при наличии заключения Верховного суда, подтверждающего наличие в их действиях состава преступления, и заключения Конституционного суда о соблюдении установленного порядка выдвижения обвинения.

### Президент Приднестровской Молдавской Республики
Президент является главой государства. Он избирается сроком на 5 лет на основе всеобщего равного и прямого избирательного права. Выборы проводятся в один тур — выигравшим считается тот кандидат, за которого было отдано простое большинство голосов.
Президент назначает с согласия Верховного Совета Председателя Правительства Приднестровской Молдавской Республики,по предложению Председателя Правительства Приднестровской Молдавской Республики назначает на должность и освобождает от должности заместителей Председателя Правительства Приднестровской Молдавской Республики, министров, глав государственных администраций городов и районов, определяет внешнюю и внутреннюю политику государства.
Президент является Главнокомандующим Вооруженными Силами, и в установленном законом порядке принимает меры по охране суверенитета Республики и отражению агрессии против неё.
Как глава государства, Президент осуществляет помилование, решает вопросы гражданства, вручает государственные награды, представляет Приднестровье в международных отношениях, а также обращается с посланиями к народу и Верховному Совету.
Президент также издает указы и распоряжения, которые являются подзаконными нормативными актами и не могут противоречить Конституции и законам.

### Местное государственное управление и местное самоуправление
Несмотря на то, что в Основах конституционного строя Советы народных депутатов названы органами местного самоуправления, в Главе 4 они описываются, как органы государственной власти и включены в единую систему представительных органов, возглавляемую Верховным Советом. Избираемые населением главы администраций сел (поселков) по должности входят в состав соответствующего Совета.
Выборы в местные Советы проходят по мажоритарной системе и проводятся 1 раз в 5 лет.
Государственные администрации городов и районов, являющихся административно-территориальными единицами Республики, объявлены органами местного государственного управления, и их главы назначаются Президентом. Статус администраций сел (поселков) в Конституции не устанавливается.
Фактически, Глава 4 прямо нарушает статью 7 Основ конституционного строя, лишая население Приднестровья права на местное самоуправление, и подменяя его государственным управлением на местах.

### Судебная власть и Прокуратура
Конституция ПМР описывает основные принципы работы судебной системы, а также её структуру.
К принципам работы судебной системы относятся достаточность её бюджетного финансирования, независимость судей, связанность судей только законом, несменяемость судей, их неприкосновенность, гласность судебных разбирательств.
В 5 главе устанавливаются минимальные требования к судьям — они должны быть гражданами ПМР, иметь высшее юридическое образование и стаж работы по юридической профессии не менее 5 лет. Судьи Конституционного суда должны иметь стаж работы по юридической профессии не менее 10 лет.
Мировые судьи избираются населением сроком на 5 лет. Судьи Конституционного суда назначаются Президентом (двое судей), Верховным Советом (двое судей) и съездом судей (двое судей) Все остальные судьи назначаются Президентом по представлению Председателей соответственно Верховного и Арбитражного судов.
Судебная система является трехзвенной. В неё входят Конституционный суд, Арбитражный суд, а также суды общей юрисдикции, возглавляемые Верховным судом.

### Оборона, безопасность и правоохранительная деятельность
Этот раздел находится в состоянии разработки

### Финансовая и бюджетная система
Этот раздел находится в состоянии разработки

### Изменение Конституции
Конституция может быть изменена либо в результате референдума, либо Верховным Советом. Положения Разделов I «Основы конституционного строя», II «Права, свободы и обязанности человека и гражданина» и раздела IV «Изменение Конституции» могут быть изменены только в результате референдума. Положения Раздела III «Основы государственного управления» могут быть изменены как в результате референдума, так и конституционным законом, принятым Верховным Советом.
Законопроект об изменении Конституции может быть внесен в Верховный Совет либо Президентом, либо группой депутатов не менее 15 человек, либо группой граждан численностью не менее 15 000 человек. Данный законопроект рассматривается Верховным Советом в трех чтениях, и может быть либо вынесен на референдум 2/3 голосов, либо принят Верховным Советом 2/3 голосов, либо отклонен.
Принятый закон об изменении Конституции подписывается Президентом в течение 7 дней с момента принятия и публикуется. Если Президент этого не делает, то закон подписывает и публикует Председатель Верховного Совета.

### Переходные нормы и положения
Этот раздел находится в состоянии разработки

### Общая характеристика Конституции
Конституция гарантирует основные права и свободы человека и гражданина, устанавливает разделение властей на законодательную, исполнительную и судебную, устанавливает три официальных языка (молдавский, русский и украинский), гарантирует свободу религий.
Конституция может быть изменена путём референдума (для внесения проекта закона об изменении Конституции на референдум требуется большинство в две трети голосов от установленного Конституцией состава Верховного Совета) или конституционным большинством в 2/3 членов Верховного Совета.